# 1919 în film
- 1918 în cinematografie — 1919 în cinematografie — 1920 în cinematografie

## Premiere românești
- Student în medicină sau perla în noroi, Eugen Jancovics, film pierdut

## Filmele cu cele mai mari încasări
| Poziție | Titlu                   | Încasări   |
| ------- | ----------------------- | ---------- |
| 1.      | The Miracle Man         | $3.000.000 |
| 2.      | Daddy-Long-Legs         |            |
| 3.      | Madame DuBarry          |            |
| 4.      | The Roaring Road        |            |
| 5.      | When the Clouds Roll By |            |
| 6.      | Hawthorne of the U.S.A. |            |
| 7.      | Broken Blossoms         |            |
| 8.      | Male and Female         | $1.256.227 |